# SQuirreL SQL Client
In informatica SQuirreL SQL Client è uno strumento o programma di amministrazione di database, gratuito e open source, distribuito tramite licenza GNU.
E' un client che usa driver JDBC per permettere all'utente di esplorare e interagire con un DBMS di diverso tipo attraverso un'interfaccia utente. È provvisto di un editor SQL che offre il completamento automatico del codice, la colorazione del codice in base alla sintassi dello standard SQL. Inoltre fornisce la possibilità, a chi può scrivere plugin, di modificare la maggior parte dell'aspetto dell'applicazione per permettere funzionalità specifiche del database oppure funzionalità indipendenti dal database.
L'applicazione essendo scritta interamente in Java e facendo utilizzo delle librerie e componenti UI Swing, può essere eseguita su qualsiasi piattaforma con una Java Virtual Machine.

## Storia
Il progetto SQuirreL SQL fu sviluppato da un gruppo di sviluppatori Java da diversi punti nel mondo, guidati da Colin Bell.
Il progetto era stato pubblicato su SourceForge dal 2001, e lo sviluppo procede tuttora.

## Caratteristiche principali
- Albero degli Oggetti, permette di navigare tra gli oggetti database come cataloghi, schemi, tabelle, trigger, viste, sequence, Procedure, UDTs, etc.
- Un editor SQL basato su RSyntaxTextArea di fifesoft.com che fornisce la colorazione del codice in base alla sintassi.
- Può essere usato per aprire, creare, salvare ed eseguire script SQL.

- Supporta sessioni multipli ai vari database. Permette di confrontate dati e condividere SQL statements tra i database.

- Può essere eseguito su qualsiasi piattaforma con una JVM.
- Architettura a plugin per facilitare estensioni specifiche per database differenti (non disponibile usando connessione standard JDBC)
- Traduzione dell'interfaccia disponibile in bulgaro, portoghese brasiliano, cinese, ceco, francese, tedesco, italiano, giapponese, polacco, spagnolo, russo.
- Possibilità di creare grafici sulle relazioni tra le tabelle.[3]
- Segnalibri definiti dagli utenti per modelli di codice. SQuirreL è fornito con una serie di segnalibri predefiniti per i comandi SQL e sintassi DDL più comuni.[3]

## Database Supportati
- Axion Java RDBMS.
- Apache Derby
- Daffodil (One$DB)
- Fujitsu Siemens SESAM/SQL-Server with the SESAM/SQL JDBC driver
- Firebird with the JayBird JCA/JDBC Driver
- FrontBase
- Hypersonic SQL
- H2 (DBMS)
- IBM DB2 for Linux, OS/400 and Windows
- Informix
- Ingres (and OpenIngres)
- InstantDB
- InterBase
- Mckoi SQL Database
- Microsoft Access with the JDBC/ODBC bridge.
- Microsoft SQL Server
- Mimer SQL
- MySQL
- Netezza
- Oracle Database 8i, 9i, 10g, 11g
- Pointbase
- PostgreSQL 7.1.3 and higher
- SAPDB
- Sybase
- Sunopsis XML Driver (JDBC Edition)
- Teradata Warehouse
- ThinkSQL RDBMS
- Vertica Analytic Database